# Флоридсдорф
Флорідсдорф (нім. Floridsdorf) — 21-й район Відня. Розташований у північній частині міста.
Офіс районної влади розташований у самому центрі Флорідсдорфа, що знаходиться навколо площі Ам Шпіц (Am Spitz), де з'єднуються Прагер-штрасе (Prager Straße, Празька вулиця) і Брюннер-штрасе (Brünner Straße, Брненська вулиця).
У 2004 році у Флорідсдорфі побудували перший хмарочос, який назвали Florido Tower.
Починаючи з 2012 року у районі будується ціла низка нових сучасних малоповерхових (до 5 поверхів) будинків та велика сучасна лікарня, що зробило район привабливим місцем проживання для співробітників численних міжнародних організацій. Головний офіс цих організацій (ООН, МАГАТЕ тощо) заходиться у 22 районі (фактично на межі 21 та 22 районів) та називається Уносити (UNOcity).
21 район розташований на березі старого русла Дунаю з доглянутою зеленою зоною, що є дуже привабливим місцем відпочинку для мешканців Відня та туристів. Частина населення Флорідсдорфа — іммігранти, що робить житло в цьому районі відносно дешевше, ніж в сусідньому «респектабельному» 19-му районі.
Найбільшим торговим центром міста є SCN (Shopping Center Nord).
Різні частини району, такі як Штаммерсдорф, Штреберсдорф або Леопольдау, є колишніми селами.

## Історія
У районі під час лютневого повстання 1934 року відбувалися великі бої.